# Windward Express Airways
Windward Express Airways, kurz Windward Express, ist eine Charterfluggesellschaft mit Sitz und Heimatbasis am Princess Juliana International Airport (SXM) auf der karibischen Insel Sint Maarten, die Gesellschaft wurde im Jahr 2000 gegründet.

## Flotte
Die Flotte besteht aus vier STOL-Flugzeugen, welche die umliegenden karibischen Inseln mit zum Teil sehr kurzen Start- und Landebahnen anfliegen können:
| Flugzeugtyp                  | Anzahl | bestellt | Luftfahrzeugkennzeichen | Anmerkungen | Sitzplätze |
| ---------------------------- | ------ | -------- | ----------------------- | ----------- | ---------- |
| Britten-Norman BN-2 Islander | 3      |          | PJ-WEA, PJ-WEB, PJ-WED  |             | 9          |
| Britten-Norman BN-2 Islander | 3      | PJ-WEB   |                         |             | 9          |
| Piper Aztec                  | 1      |          | PJ-WEC                  |             | 5          |
| Gesamt                       | 4      | –        |                         |             |            |

## Flugziele
Flugziele sind u. a. Anguilla, Saba, St. Barth und Sint Eustatius.

## Besonderheiten
Windward Express gehört neben Winair zu den Fluggesellschaften, die den Flughafen Juancho E. Yrausquin Airport anfliegen, der aufgrund seiner sehr kurzen Landebahn und den schwierigen örtlichen Gegebenheiten als einer der anspruchsvollsten Flughäfen der Welt gilt.